# Berberidopsidaceae
Berberidopsidaceae é o nome botânico de uma família de plantas com flor. Esta família foi reconhecida apenas por poucos taxonomistas. As plantas envolvidas são muitas vezes tratadas como pertencendo à família Flacourtiaceae.
O sistema APG II, de 2003, reconhece esta família, não classificada como ordem e meramente colocada nas eudicotiledóneas nucleares. A família consiste em um ou dois géneros, Berberidopsis com duas espécies e Streptothamnus, com uma única espécie.
No entanto, o sistema APG II menciona a possibilidade de reconhecer uma ordem Berberidopsidales, que compreenderia as suas famílias, Aextoxicaceae e Berberidopsidaceae.
O sistema APG III, de 2009, formalmente reconheceu esta família na ordem Berberidopsidales, tendo colocado nela as famílias Aextoxicaceae e Berberidopsidaceae.